# David Enhco

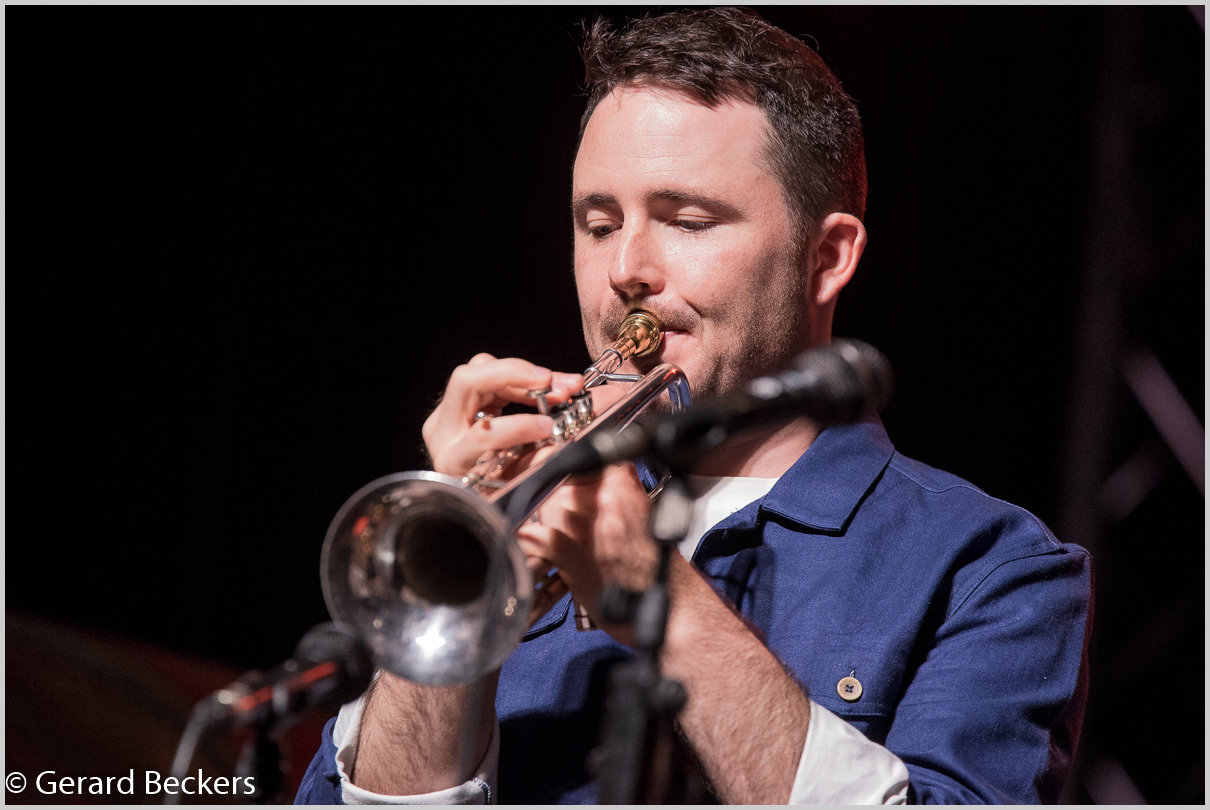
David Enhco

David Enhco (* 12. September 1986 in Paris) ist ein französischer Jazzmusiker (Trompete, Flügelhorn, Komposition).

## Leben und Wirken
Enhco stammt aus einer musikalischen Familie: Er ist ein Enkel des Dirigenten Jean-Claude Casadesus, Sohn der Sopranistin Caroline Casadesus und Bruder des Jazzpianisten Thomas Enhco. Mit drei Jahren begann er sich mit Musik zu beschäftigen; nach Perkussion und Piano lernte er mit fünf Jahren Trompetenspiel. Er absolvierte eine klassische Musikausbildung bei Pascal Clarhaut (Solotrompeter an der Opéra de Paris) und erhielt Jazzunterricht am Centre des Musiques improvisées  von Didier Lockwood bei Claude Égéa, Jean Gobinet, André Villéger, Benoît Sourisse, André Charlier und Didier Lockwood.
Mit 16 Jahren trat Enhco als professioneller Musiker auf, ab Mitte der 2000er-Jahre arbeitete er in der französischen Jazzszene u. a. mit Didier Lockwood (Pour Stéphane), in der Band seines Bruders Thomas. In den 2010er-Jahren war er in der Amazing Keystone Big Band (Album Peter and the Wolf and Jazz!, 2013) aktiv und arbeitete ferner mit Cécile McLorin Salvant und im Fred Nardin/Jon-Boutellier-Quartett (Watt’s, 2013). 2013 legte er sein Debütalbum La Horde (Cristal Records) vor, gefolgt von Layers (Nome, 2014) und Horizons (Nome, 2017), mit Roberto Negro (Piano), Florent Nisse (Bass) und Gautier Garrigue (Schlagzeug). In den 2010er-Jahren arbeitete er außerdem mit Michel Portal; 2011 realisierte er mit Marie-Claude Pietragalla das Multimediaprojekt Les Diables Verts.
Die Mainzer Allgemeine Zeitung lobte Enhcos Fähigkeit, „scheinbar mühelos […] beim Trompetenspiel in die Highnotes“ zu klettern; er „besticht in sanften Soli ebenso wie in kraftvoll attackierenden Interaktionen mit seinen Partnern.“